# Инженерное дело
Инжене́рное де́ло, инжене́рия (от фр. ingénierie ← от лат. ingenium — «искусность» и лат. ingeniare — «изловчиться, разработать» — «изобретательность», «выдумка», «знания», «искусный») также инжене́рная де́ятельность, инжене́рно-техни́ческая де́ятельность, инжене́рное иску́сство — область технической деятельности, включающая в себя целый ряд специализированных областей и дисциплин, направленная на практическое приложение и применение научных, экономических, социальных и практических знаний с целью обращения природных ресурсов на пользу человека.
Целями инженерной деятельности являются изобретение, проектирование, создание, внедрение, ремонт, обслуживание и/или улучшение техники, алгоритмов, материалов или процессов.
Инженерное дело тесно переплетается с наукой, опираясь на постулаты фундаментальной науки и результаты прикладных исследований. В этом смысле оно является отраслью научно-технической деятельности.

## Понятие инженерного дела

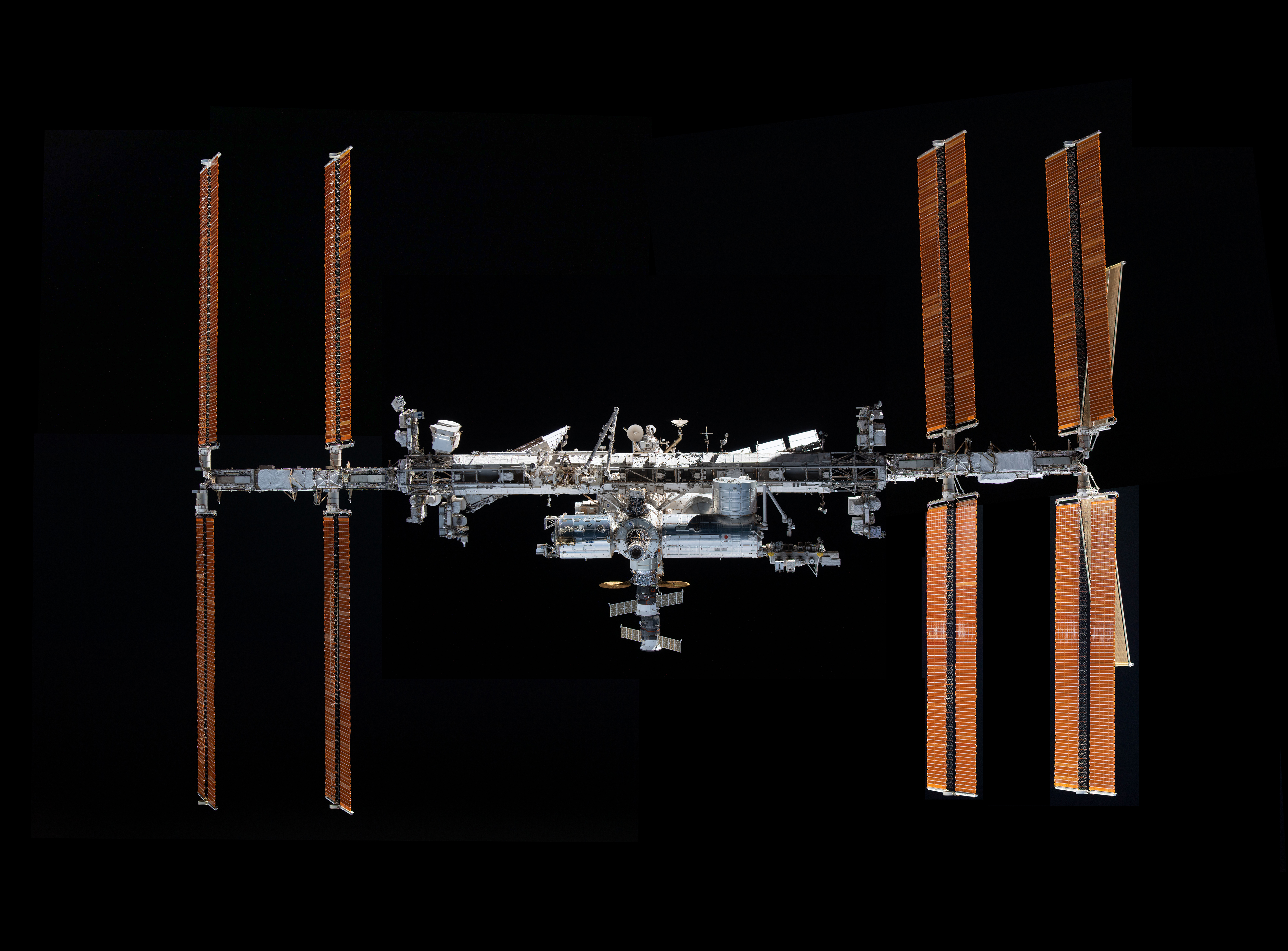
Международная космическая станция — результат научной и инженерной деятельности международного коллектива специалистов

### В прошлом
Синонимом термина «инженерное дело» является слово техника (от др.-греч. τεχνικός ← τέχνη — «искусство», «мастерство», «умение»), обозначающее активную творческую деятельность, направленную на преобразование природы с целью удовлетворения разнообразных жизненных человеческих потребностей.
Не следует путать с термином «Техника (технические устройства)»
В своих трудах Аристотель вкладывал в термин «техника» значение искусства производить вещи; древнегреческий философ усматривал различие между техникой и наукой в том, что техника направлена не на познание сущности вещей, а на их создание. Этой же точки зрения придерживался немецкий философ И. Кант, приводя для примера разницу между искусством землемера (практическая деятельность) и геометрией (теория). Энциклопедический словарь Брокгауза и Ефрона (ред. 1907 года) определял технику как «всякое приложение теоретических знаний к практике».
В советский период понятие техники расширилось и помимо технической деятельности стало также охватывать круг наук, связанных с изучением и созданием технических устройств. В СССР в русском языке появилось устойчивое выражение «достижения науки и техники», где под техникой подразумевалась инженерная деятельность в целом и прикладные научные исследования в частности. Это расширенное понимание техники как научно-технической деятельности подчеркивало неразрывную связь и взаимозависимость теории в лице инженерных наук и практики в лице инженерной деятельности. Государственное руководство прикладными исследованиями в СССР осуществлял комитет по науке и технике, который совместно с Академией наук СССР и другими органами отбирал наиболее перспективные фундаментальные исследования и организовывал их дальнейшую разработку в специализированных инженерных институтах и конструкторских бюро с последующим внедрением результатов исследований в народное хозяйство. Таким образом, посредством инженерии обеспечивалась связь между фундаментальной наукой и отраслями народного хозяйства.
На рубеже XX—XXI веков слово «техника» как термин для обозначения инженерного дела стало выходить из употребления в русском языке в пользу заимствованного термина «инженерия» и иностранного «инжиниринг».
В 1947 году авторитетная американская организация в области обучения, аккредитации и регулирования деятельности инженерных кадров «Совет по профессиональному развитию инженеров» (англ. Engineers' Council for Professional Development [ECPD]) предложила следующее определение термина «инженерия»:
Творческое приложение научных принципов (а) к проектированию или разработке сооружений, машин, аппаратуры или процессов их изготовления, или к объектам, в которых эти устройства или процессы используются разрозненно или комплексно, или (б) к конструированию и эксплуатации вышеуказанных инженерных устройств в полном соответствии с проектом, или (в) к прогнозированию поведения инженерных устройств в определенных условиях эксплуатации — руководствуясь соображениями обеспечения их функциональности, экономичности в использовании и безопасности для жизни и имущества.

### Настоящее время
Современное понимание инженерного дела подразумевает целенаправленное использование научных знаний в создании и эксплуатации инженерных технических устройств, являющихся результатом преобразовательной деятельности инженера, и охватывает три вида инженерно-технической деятельности:
- исследовательская (научно-техническая) деятельность — прикладные научные исследования, технико-экономическое обоснование планируемых капиталовложений, планирование;
- конструкторская (проектная) деятельность — конструирование (проектирование), создание и испытание прототипов (макетов, опытных образцов) технических устройств; разработка технологий их изготовления (сооружения), упаковки, перевозки, хранения и проч.; подготовка конструкторской / проектной документации;
- технологическая (производственная) деятельность — организационная, консультационная и иная деятельность, направленная на внедрение инженерных разработок в практическую деятельность экономических субъектов с их последующим сопровождением (технической поддержкой) и/или эксплуатацией по поручению заказчика.

## История инженерного дела
Истоки инженерного дела восходят к доисторической мифологической эпохе[прояснить][неизвестный термин]. Создание лука, колеса, плуга требовало умственной работы, умения обращаться с орудиями труда, использования творческих способностей. В качестве инженеров можно рассматривать легендарных Дедала и Ноя. Первым известным по имени инженером был египтянин Имхотеп, который руководил строительством пирамиды Джосера (III тыс. до н. э.). Самым известным инженером Античности считается Архимед.
Первой попыткой рассмотреть инженерное дело как особый род деятельности можно считать труд Витрувия «Десять книг об архитектуре» (лат. De architectura libri decem). В нём делаются первые известные попытки описать процесс деятельности инженера. Витрувий обращает внимание на такие важные для инженера методы как «размышление» и «изобретение», отмечает необходимость создания чертежа будущего сооружения. Однако большей частью Витрувий основывается в своих описаниях на практическом опыте. В античные времена теория сооружений находилась ещё в самом начале своего развития.
Важнейшим этапом в инженерном деле стало применение масштабных чертежей. Этот способ развился в XVII веке и оказал сильнейшее влияние на дальнейшую историю инженерии. Благодаря ему появилась возможность разделить инженерный труд на собственно разработку идеи и её техническое воплощение. Имея перед собой на бумаге проект какого угодно большого сооружения, инженер избавлялся от узости взгляда ремесленника, зачастую ограниченного только той деталью, над которой он трудится в данный момент.
В Эпоху Просвещения начинаются попытки подвести под назначение размеров конструкций различные теории. Возникает как наука «сопротивление материалов», закладываются теоретические основы прочности материалов.
XVII век можно считать веком, в который инженерное дело, наконец, начало формироваться в отдельную профессию. В 1601 году французский король Генрих IV назначает Максимильена де Бетюна главным начальником артиллерии и инспектором всех крепостей. В 1602 году де Бетюн создаёт специальную группу армейских офицеров и официально закрепляет за ними обязанность возведения и ремонта фортификационных сооружений. В 1677 году главным инженером Франции был назначен Вобан
В гражданском секторе цеховая организация труда могла обеспечить мастеру инженерного дела регулярный доход. Применение технических знаний и умений становится единственным средством дохода для многих лиц, и всё это может говорить об институционализации профессии. Однако не доставало ещё двух важнейших факторов, без которых не существуют полного признания любой профессии: отсутствовала система образования, готовящая специалистов (инженеров), и не существовало системы проверки и контроля профессиональной компетенции.
Следующим этапом развития инженерного дела можно считать появление мануфактурных производств. Множество специализированных производств: текстильное, металлургическое, металлообрабатывающее, судостроительное, производство бумаги и стекла, кожевенное и прочие — требовали разнообразных инструментов и механизмов, станков и зданий. Разделение труда на каждой мануфактуре приводило к ещё большим потребностям.
Развитие фабричной промышленности и введение патентной системы приводит к всплеску инженерного творчества. Растущим производствам требовались всё новые и новые изобретения, и стоящая техническая идея была способна принести изобретателю немалый доход. Дальнейшее развитие приводит к соединению инженерного дела с научным прогрессом, без идей которого современное инженерное дело невозможно.
| Эйфелева башня (Густав Эйфель, Морис Кеклен, Эмиль Нужье (англ. Émile Nouguier) и др.) | Эйфелева башня (Густав Эйфель, Морис Кеклен, Эмиль Нужье (англ. Émile Nouguier) и др.) | Эйфелева башня (Густав Эйфель, Морис Кеклен, Эмиль Нужье (англ. Émile Nouguier) и др.) | Эйфелева башня (Густав Эйфель, Морис Кеклен, Эмиль Нужье (англ. Émile Nouguier) и др.) | Эйфелева башня (Густав Эйфель, Морис Кеклен, Эмиль Нужье (англ. Émile Nouguier) и др.) |
| -------------------------------------------------------------------------------------- | -------------------------------------------------------------------------------------- | -------------------------------------------------------------------------------------- | -------------------------------------------------------------------------------------- | -------------------------------------------------------------------------------------- |
| Инженеры                                                                               | Идея                                                                                   | Проект                                                                                 | Строительство                                                                          | Готовое сооружение                                                                     |
|                                                                                        |                                                                                        |                                                                                        |                                                                                        |                                                                                        |

### Развитие инженерного дела в России
При царе Иване Грозном введены разряды для военных людей строительного дела:
- высший разряд — военные архитекторы-систематики, которые разрабатывают типы укреплений, оборонительные сооружения;
- второй разряд — строители, под руководством которых осуществляется строительство;
- низший разряд — все остальные строители.

В 1557 году учреждается Пушкарский приказ — орган военного управления, для которого были определены и инженерные задачи: руководство постройкой оборонительных сооружений, составление инструкций воеводам, руководящим военным строительством или обороной, составление смет на строительство, проверка отчётности. Пушкарский приказ становится первым учреждением в России, которое осуществляет контроль и регулирование инженерной деятельности. Принимаемые на службу в приказ подразделялись на категории от инженеров, что имели право самостоятельно разрабатывать проекты, до подмастерий и «чертежщиков». Впервые инженерная деятельность разбивается на специализированные занятия: как отдельные виды работ выделяются конструкторская деятельность, экономическая деятельность (составление смет), управленческую, метрологическую.
Началом новой эры в инженерном деле России можно считать правление Петра I, который сумел за время своего царствования создать целый корпус профессиональных инженеров и заложить условия для инженерного образования. Перенимая прогрессивный опыт Европы, Пётр проводит коренное переустройство технической политики. Именно при Петре появляется высшее техническое образование в России, создаётся промышленное законодательство, создаются органы, способные контролировать деятельность инженеров (Берг-коллегия, Мануфактур-коллегия), выделяется особый инженерный род войск.
Современность

## Инженерное образование

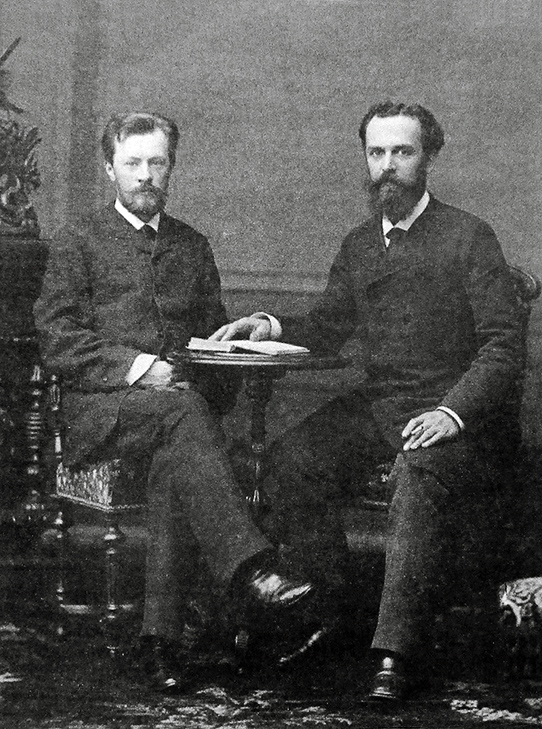
Выдающиеся русские инженеры: В. Г. Шухов и А. В. Бари

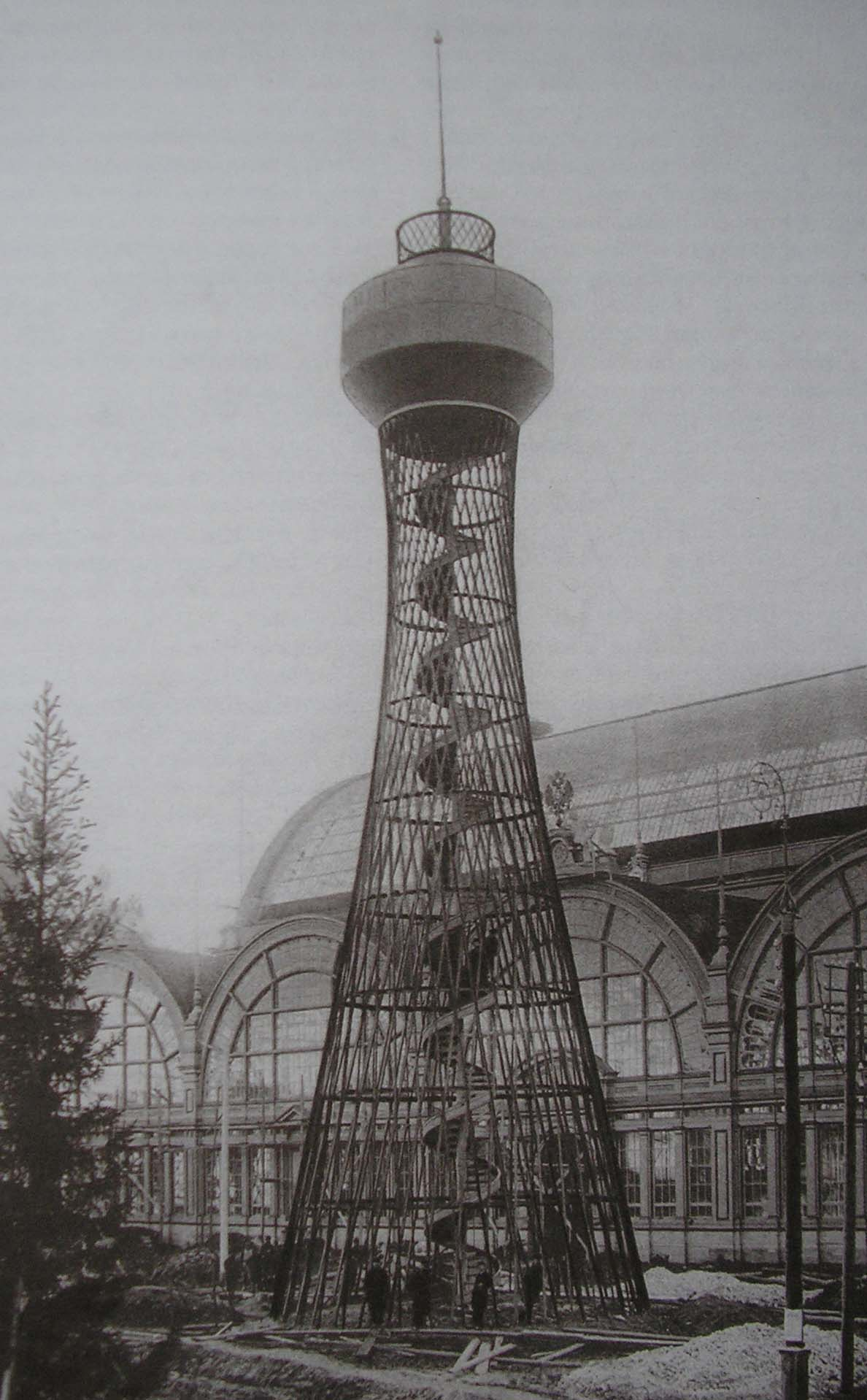
Первая в мире гиперболоидная башня В. Г. Шухова на Всероссийской выставке в Нижнем Новгороде

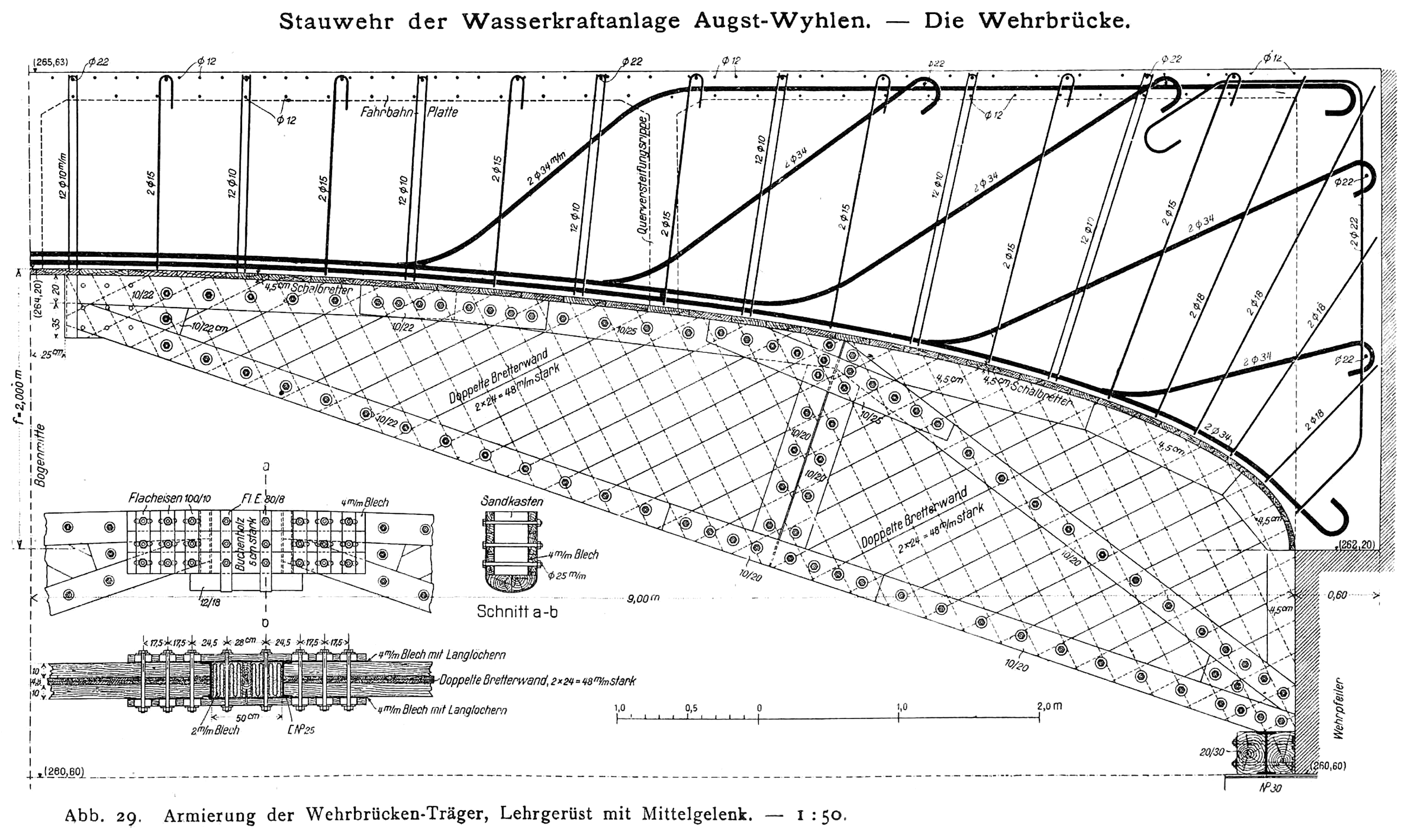
Чертёж железобетонной конструкции швейцарского инженера Робера Майяра

Первоначально обучение инженерному делу происходило непосредственно в процессе труда от мастера к ученику. Данная форма обучения существовала и во времена Античности, и в Средневековье: в цеховой системе, по большому счёту, сохранялся тот же принцип. Ученик поступал на обучение на производство, во главе которого стоял мастер, выполнял первоначально самые простые операции, в дальнейшем он мог стать подмастерьем, после чего, набравшись опыта, мог открыть собственную мастерскую. По мере накопления теоретических знаний становилось возможным проводить обучение в отрыве от производства. Но до изобретения книгопечатания накопление и систематизации знаний происходила очень медленно. «Десять книг об архитектуре» являются уникальным примером попытки такой систематизации инженерных знаний. Но единичные попытки не могли вывести образование на новый уровень.
После изобретения печатного станка становится возможным собирать, анализировать и распространять инженерные знания. Тарталья в 1531 году рассчитал оптимальный угол для стрельбы из пушки. Выходят в свет такие труды как «О горном деле и металлургии» (англ. De re metallica) (1530—1556) Георгия Агриколы, «О фортификации» (Delle fortificazioni) (1570) Галассо Альгизи (итал. Galasso Alghisi), «О фортификации городов» (Della fortificatione delle città) (1664) Джироламо Маджи (англ. Girolamo Maggi) и Джакомо Фусто Кастриотто. Также появляются труды выдающихся учёных: Галилея, Декарта, Торричелли.
25 марта 1505 года венецианская Конгрегация бомбардиров открывает первую в Европе артиллерийскую школу. При школе создается полигон для испытания огнестрельного оружия. В 1513 году в Бургосе открывается Королевская артиллерийская школа, однако теоретические знания там отсутствовали
В 1653 году в Пруссии открывается первая кадетская школа, готовящая инженеров. Также с целью обучения военных инженеров в XVII веке в Дании создаётся первое особое училище. В 1690 году во Франции основывается артиллерийская школа.
Первым инженерно-техническим учебным заведением России начавшим давать систематическое образование становится основанная в 1701 году Петром I Школа математических и навигационных наук.
Образование военных инженеров началось ещё во времена правления Василия Шуйского: на русский язык был переведён «Устав дел ратных», где среди прочего рассказывалось и о правилах обороны крепостей, строительстве оборонительных сооружений; обучение вели приглашённые иностранные специалисты. Но именно Петру I принадлежит выдающаяся роль в развитии инженерного дела в России.
В 1712 году в Москве открывается первая инженерная школа, а
в 1719 году вторая инженерная школа в Петербурге.
В 1715 году создается Морская академия,
в 1725 году открывается Петербургская академия наук с университетом и гимназией.
К 1707 году восходит Чешский технический университет, основанный императором Священной Римской империи Иосифом I как инженерная школа (Ingenieurschule).
В 1716 году во Франции учреждается Корпус инженеров путей сообщения, а в Англии учреждается Корпус королевских инженеров. В 1747 году Жан Родольф Перроне основывает в Париже «Школу мостов и дорог». В первое время обучение в ней проходило как в обычной ремесленной школе, однако уже в 1775 году она преобразуется в «Национальную школу мостов дорог» и подготавливает выпускников высшего инженерного образования.
В 1745 открывается Брауншвейгский технический университет, в 1765 — Фрайбергская горная академия, в 1770 — Берлинский технический университет.
Первым учебником по инженерному делу можно считать выпущенный в 1729 году учебник для военных инженеров «Наука инженерного дела» француза Бернара Фореста де Белидора.
В 1794 году в Париже открывается Политехническая школа (École Polytechnique), которая стала образцом для аналогичных вузов во всей Европе: так создаются политехнические школы в Берлине, Карлсруэ и Мюнхене и Гановере.
В 1809 году в Санкт-Петербурге император Александр I основывает Корпус инженеров путей сообщения, при котором был учреждён институт (ныне Петербургский государственный университет путей сообщения).
В течение XIX века продолжалось создание различных специализаций и направлений высшего инженерного образования происходившее в процессе перехода наиболее передовых инженерно-технических учебных заведений Российской империи к системе высшего образования, что привело к качественному развитию, так как каждое учебное заведение создавало не существовавшую до этого свою собственную программу нового направления или специализации высшего инженерного образования, заимствуя передовой опыт других, сотрудничая и обмениваясь инновациями. Одним из выдающихся организаторов этого процесса был Дмитрий Иванович Менделеев.
В Англии специалистов-инженеров готовили следующие учреждения: Институт гражданских инженеров (Англия) (англ. Institution of Civil Engineers) (основан в 1818 году), Институт инженеров-механиков (англ. Institution of Mechanical Engineers) (1847 год), Институт морских архитекторов (англ. Royal Institution of Naval Architects) (1860 год), Институт инженеров-электриков (англ. Institution of Electrical Engineers) (1871 год).

## Инженерное дело как профессия

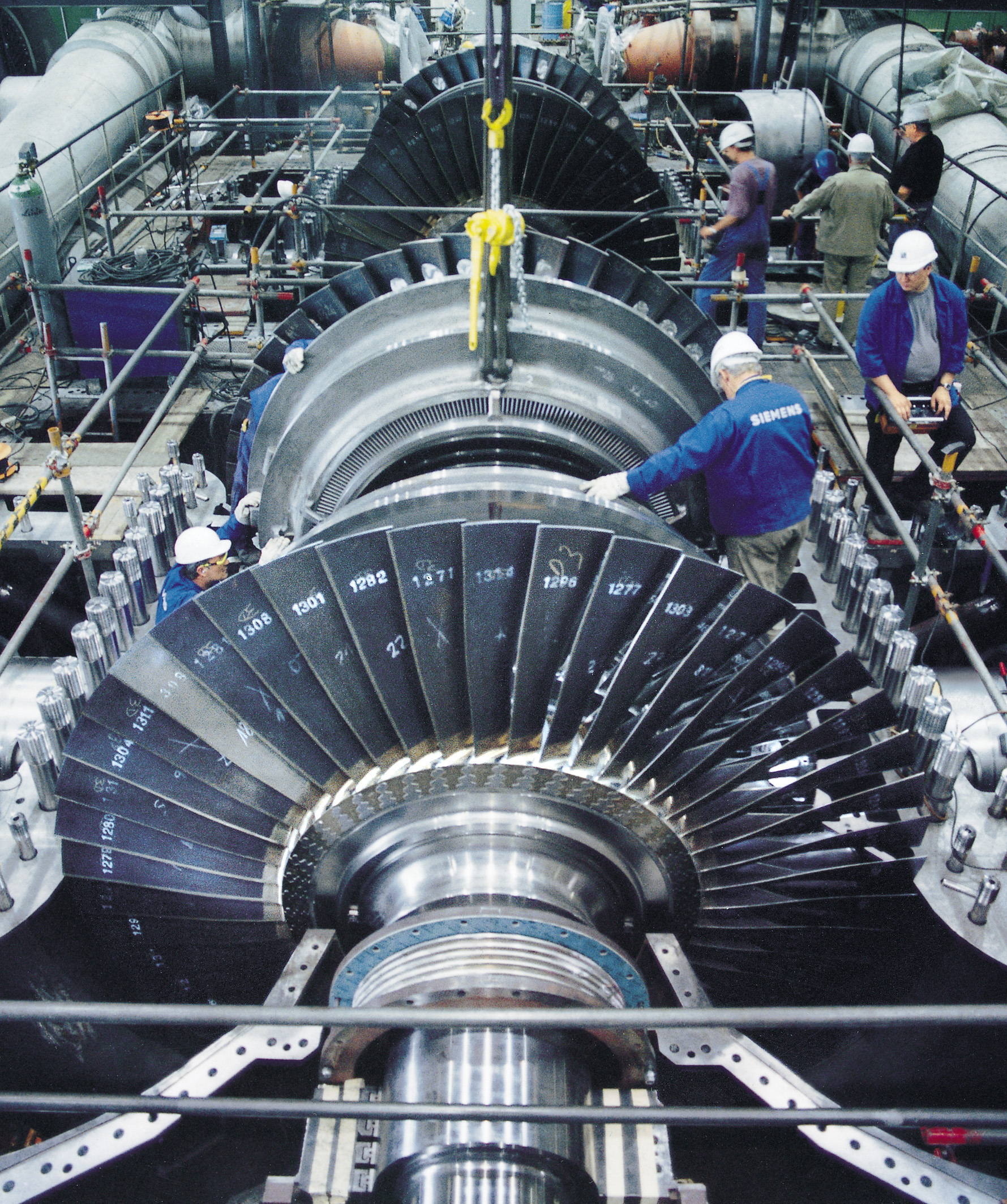
Создание турбины требует объединения усилий инженеров из многих отраслей

Специалист, занимающийся инженерным делом, называется инженером. В современной экономической системе, деятельность инженера — это совокупность услуг в области инженерно-технической деятельности. Деятельность инженера, в отличие от деятельности других представителей творческой интеллигенции (педагогов, врачей, актеров, композиторов и др.), по своей роли в общественном производстве является производительным трудом, непосредственно участвующим в создании национального дохода.
Посредством инженерной деятельности, инженер реализует свои научные знания и практический опыт для решения какой-либо технической задачи на различных этапах жизненного цикла продукции.
С расширением и углублением научных знаний произошла профессиональная специализация инженерной профессии по дисциплинам. В настоящее время продуктивная инженерная деятельность возможна исключительно в рамках коллектива инженеров, каждый из которых специализируется в определенной области инженерии. На рынке инженерных услуг действуют инженерные организации, которые могут принимать форму научно-исследовательских институтов, проектно-конструкторские бюро, научно-производственных объединений (НПО) и т. д. В условиях рынка, оказываемые инженерными организациями услуги разнообразны по специализации, содержанию и качеству. Многие инженерные организации оказывают комплекс услуг, зачастую включающий услуги, выходящие за рамки традиционной инженерии в область реализации инженерных разработок. Так, помимо научно-исследовательских, проектно-конструкторских и консультационных услуг, многие крупные инженерные организации также оказывают услуги в области строительства зданий и других строительных сооружений, управления проектами, обслуживания и оперативного управления сложными инженерно-техническими объектами на стадии их эксплуатации и в других областях.
Некоторые инженерные организации по своей структуре и характеру деятельности являются инженерно-производственными; в таких организациях основная деятельность инженерных подразделений организации направлена в первую очередь на удовлетворение производственных нужд самой организации, в то время как оказание инженерных услуг внешним заказчикам является второстепенной деятельностью. Такого типа организации особенно распространены в сфере высоких технологий.
Крупнейшие в мире инженерные и инженерно-производственные организации
Примечание. В список включены только организации, оказывающие инженерные услуги внешним заказчикам.
- ABB (Швейцария)
- BAE Systems (Великобритания)
- Bechtel (США)
- Google (США)
- Mitsubishi (Япония)
- Siemens (Германия)

## Отрасли инженерии
- Автомобильный инжиниринг
- Архитектурная инженерия
- Биоинженерия
- Генная инженерия
- Горная инженерия
- Инженерия знаний
- Информационная инженерия
- Компьютерная инженерия
- Морская инженерия
- Программная инженерия
- Промышленная инженерия
- Системная инженерия
- Строительная инженерия
- Структурная инженерия
- Транспортная инженерия
- Экологическая инженерия
- Ядерная инженерия